# Acronicta soltowensis
Acronicta soltowensis är en fjärilsart som beskrevs av Schultz 1930. Acronicta soltowensis ingår i släktet Acronicta och familjen nattflyn. Inga underarter finns listade i Catalogue of Life.